# Финале Светског првенства у фудбалу за жене 2007.
Финале ФИФА Светског првенства за жене 2007. је била фудбалска утакмица која је одредила победника ФИФА Светског првенства за жене 2007. на којем су учествовале женске репрезентације чланица ФИФА. Играно је 30. септембра 2007. на фудбалском стадиону Хонгкоу, у Шангају, у Кини, а победник је била репрезентација Немачке, која је победила Бразил са 2 : 0.

## Финалисти
Финална утакмица је била између репрезентација Немачке, која је победила у претходном финалу Светског првенства за жене и Бразила, која никада није освојила велику светску титулу, или чак стигла до финала Светског првенства за жене. Ово је био први пут у историји Светског првенства за жене да су се у финалу састале једна Европска и једна Јужноамеричка репрезентација. Немачка није примила ниједан гол током целог турнира, док је Бразил био изузетно ефикасан. Предвођен нападачем Мартом, која је до тада дала 7 голова, Бразил је постигао седамнаест голова на свом путу до финала, укључујући четири против ривалки за титулу Сједињене Америчке Државе у полуфиналу. Сматрало се да је то „реванш Финала Светског првенства 2002.“, осим што су то биле мушке екипе.

## Пут до финала
Немачка је започела своју кампању за трофеј највећом победом на Светском првенству у историји, победивши Аргентину 11 : 0.
| Pos | Тим       | О | Бод. |
| --- | --------- | - | ---- |
| 1   | Немачка   | 3 | 7    |
| 2   | Енглеска  | 3 | 5    |
| 3   | Јапан     | 3 | 4    |
| 4   | Аргентина | 3 | 0    |

| Pos | Тим         | О | Бод. |
| --- | ----------- | - | ---- |
| 1   | Бразил      | 3 | 9    |
| 2   | Кина        | 3 | 6    |
| 3   | Данска      | 3 | 3    |
| 4   | Нови Зеланд | 3 | 0    |

## Утакмица

### Детаљи
| Немачка                               | (3 : 0)  | Бразил |
| ------------------------------------- | -------- | ------ |
| - Биргит Принц 52’ - Симон Лаудер 86’ | Извештај |        |

| Немачка | Бразил |

| Гол          | 1  | Надин Ангерер     |     |     |
| Одб          | 2  | Керстин Стегеман  |     |     |
| Одб          | 5  | Анике Кран        |     |     |
| Одб          | 17 | Аријан Хингст     |     |     |
| Сре          | 6  | Линда Бресоник    | 63’ |     |
| Сре          | 14 | Симон Лаудер      |     |     |
| Сре          | 10 | Ренате Лингор     |     |     |
| Сре          | 18 | Керстин Гарефрекс | 7’  |     |
| Нап          | 9  | Биргит Принц (к)  |     |     |
| Сре          | 7  | Мелани Берингер   |     | 74’ |
| Нап          | 8  | Сандра Смисек     |     | 80’ |
| Замене:      |    |                   |     |     |
| Нап          | 16 | Мартина Милер     |     | 74’ |
| Сре          | 19 | Фатмире Алуши     |     | 80’ |
| Селектор:    |    |                   |     |     |
| Силвија Нејд |    |                   |     |     |

| Гол            | 1  | Андреја Сунтаке             |     |     |
| Одб            | 5  | Рената Коста                |     |     |
| CB             | 3  | Алин Пелегрино (к)          |     | 88’ |
| Одб            | 4  | Тања Марија Переира Рибеиро |     | 81’ |
| Одб            | 2  | Елејн Естрела Моура         |     |     |
| Нап            | 8  | Формига                     |     |     |
| Сре            | 20 | Естер Апересида дос Сантос  |     | 63’ |
| Сре            | 9  | Мајкон                      |     |     |
| Сре            | 7  | Даниела Алвез Лима          | 59’ |     |
| Нап            | 11 | Кристијане Розеира          |     |     |
| Нап            | 10 | Марта                       |     |     |
| Замене:        |    |                             |     |     |
| Одб            | 6  | Росана дос Сантос Августо   |     | 63’ |
| Сре            | 18 | Претиња                     |     | 81’ |
| FW             | 15 | Катја Силен Теиксеира       |     | 88’ |
| Селектор:      |    |                             |     |     |
| Жорге Барцелос |    |                             |     |     |

| Званичници - Помоћне судије: - Марија Изабел Товар (Мексико) - Рита Муноз (Мексико) - Четврти судија: Мајуми Оива (Јапан) |